# Klaus-Peter Wolf

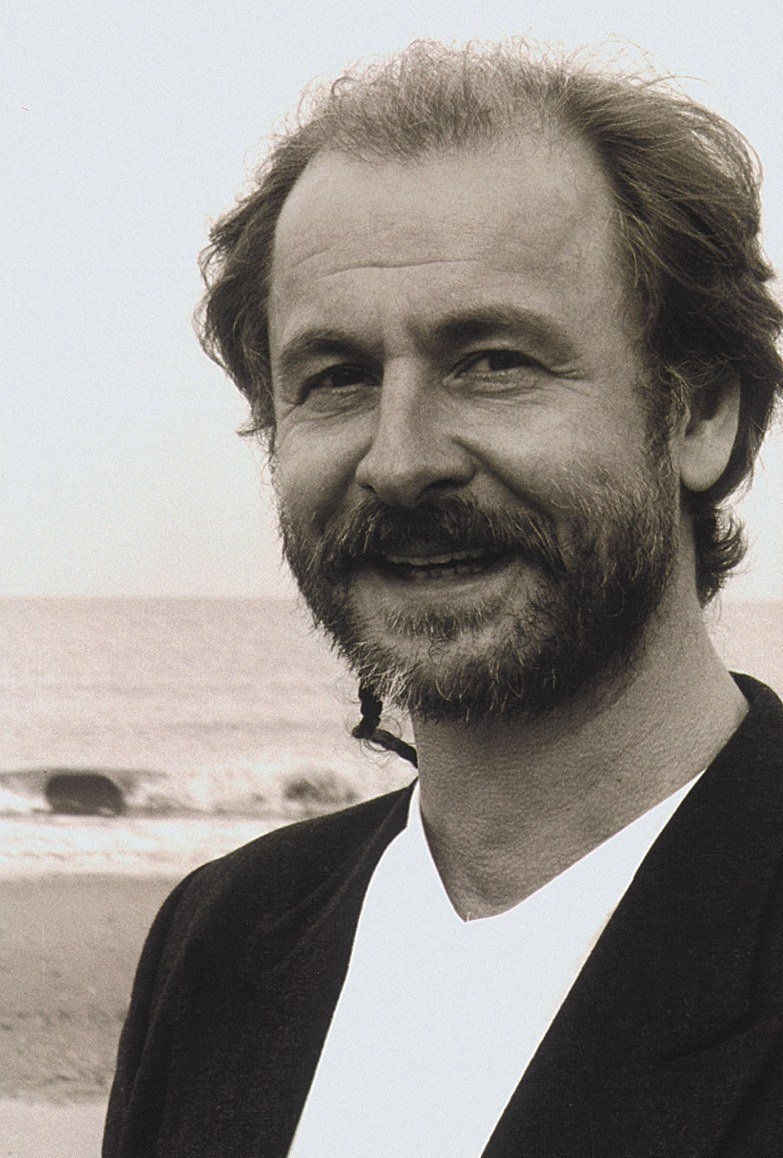
Klaus-Peter Wolf

Klaus-Peter Wolf (n. 12 ianuarie 1954, Gelsenkirchen, Germania) este un scriitor, narator și scenarist german de cărți audio. Cărțile sale au fost traduse în 24 de limbi și vândute în peste 13,5 milioane de exemplare. El este inventatorul romanelor polițiste Ostfrieslandkrimis.

## Cărți pentru copii

### Opere traduse în limba română
- Detectivii de la Marea Nordului. Misterioasa casă de pe dig, cu Bettina Goschl, Aramis, 2018, ISBN 9780060090472.
- Detectivii de la Marea Nordului. Secretul scheletului de balena, cu Bettina Goschl, Aramis, 2018, traducător Laura Udrea, ISBN 978-606-009-099-1
- Detectivii de la Marea Nordului. Hotii de biciclete, cu Bettina Goschl, Aramis, 2021, ISBN 9786060093022.
- Detectivii de la Marea Nordului. Hotelul bântuitcu Bettina Goschl, Aramis, 2018, ISBN 978-006-009-050-2.